# Griebel (Musikerfamilie)
Griebel ist der Name einer preußischen Musikerfamilie.
Der Familie gehören an
- Johann Heinrich Griebel (1769–1852), Fagottist zu Berlin, Königlich–Preußischer Kammermusikus, seit 1793 Mitglied des königlichen Hoforchesters und erster Lehrer des späteren Komponisten Albert Lortzing, Schüler von Georg Wenzel Ritter, verheiratet mit Ludovica Jauch (1882–1805)
  - Heinrich Franz Griebel (1796–1841), Oboist und Komponist zu Berlin, Königlich–Preußischer Kammermusikus, seit 1815 Mitglied des königlichen Hoforchesters, Schüler von F. Westenholz, Klavierlehrer, Lehrer des blinden Pianisten Heinrich Grothe
  - Julius Heinrich Griebel (25. Oktober 1809, Berlin – 1865), Cellist und Komponist zu Berlin, Königlich–Preußischer Kammermusikus, 1827 Mitglied des königlichen Hoforchesters, zunächst Mitglied des Zimmermann-Quartetts, Leiter des Soirren-Quartetts, spielte zwölfjährig bereits als Hornist – Schüler von Max Bohrer – in der königlichen Kapelle, gab aus Gesundheitsgründen das Hornblasen auf und lernte das Cellospiel bei Otto Ludemann, Mitglied der Musikalischen Gesellschaft zu Amsterdam
    - George Henry Griebel (1846–1933), Architekt zu New York, verheiratet mit Frances Bourne
      - Alma Griebel
      - Edna Beatrice Griebel (1894–1981), Komponistin und Pianistin, lernte am Institute of Musical Art in New York City, Schülerin von C. Virgil Gordon

  - Ferdinand (Frederick) Griebel (1819–1858), Violinist und Komponist zunächst in Berlin, Mitglied des königlichen Hoforchesters, Schüler von Léon de Saint-Lubin, war Mitglied und erster Violinist der Germania Musical Society in New York, seit 1851 in Toronto/Kanada, Konzertmeister der Toronto Philharmonic Society
    - Alice Griebel († New York City 1890), Pianistin und Klavierlehrerin, verheiratet mit Enrico Capello
    - Madeline Griebel
    - Julia Griebel
    - Clifford Griebel, verheiratet mit Sarah Lydia Geib
    - Ferdinand Griebel (* 1857)